# Брежани (Симитли)
Брежани (буг. Брежани), до 1934. године Србиново (буг. Сърбиново), је насељено место у општини Симитли, Област Благоевград, у Пиринској Македонији.

## Географија
Село се налази у Симитлијској котлини, у северном подножју планине Пирин. Атар насеља захвата површину од 46,476 km². Село спада у нископланинска насеља, јер лежи на висини од 500-1000 метара.

## Историја

### Отомански период
До турске најезде, у годинама након Маричке битке, простор Србинова је као и остали пирински крајеви, био у саставу српске средњовековне државе, одн. Српског царства. Распадом царства, овај крај улази у састав државе Дејановића, која је 1395. године потпала под непосредну турску власт.
По бугарским изворима име села Србиново, потиче од имена народа који га је населио, а који су наводни "досељеници из Србије“.
Године 1576. место се спомиње у турским дефтерима као два села: Србинче и Сербин Дербенд, али се већ 1650. године спомиње као једно, обједињено село под именом Србин, у коме је забележено 105 хришћанских домова.
У црквеном смислу село је у саставу старе Самоковске епархије, која је од свог оснивања 1557. године, па све 1766. године, део српске Пећке патријаршије, која је укинута 1766. и припојена грчкој Цариградској патријаршији.
У дугом историјском периоду, посебно после оснивања Бугарске егзархије, становништво је, посебно због околности блиског окружења турских, помачких и влашких села, као и читав Шоплук, бугаризовано. Егзархија и Софијске власти су преко цркава и школа, одавно били премашили све друге народне идеје у Македонији и бугаризација је у овим крајевима однела потпуну превагу. По статистикама делатника Бугарске егзархије (Димитар Мишев) и разних софијских пропагандиста као што је био Васил К'нчов, село је већински бугарско и 1900. године у њему живи 1.920 становника Бугара, са око 20-ак становника циганске народности.
Током немира 1902. године побунило се становништво Македоније. Наоружани мушкарци из Србинова и Железнице су поубијали неколико цариника и спахија турских и одметнули се у планину. Исте 1902. године то "бугарско" место су напали муслимански становници из места Крупника. Злостављали су затечене жене и децу.

### ПослеБалканских ратова
После Првог балканског рата село је ослободила бугарска војска, а после Другог балканског рата и поделе отоманске области Македоније, село улази у састав Краљевине Бугарске.
У селу је 1926. године, одржан Шести конгрес ВМРО, 1933. године у селу је забележено 320 кућа, а у то време у селу функционишу и основна школа, нижа гимназија и библиотека.
У августу 1934. године, декретом, селу је промењено име у Брежани.

### Брежани данас
Најзначајнији сеоски празник је Свети Василије, одн. православна Нова година, која се по новом календару прославља 1. јануара. Бројне су манифестације у виду карневала, тзв. "кукера" или "чауша", у народу овог краја познатих под именом "бабугери", као и у бројним другим селима овог краја у којима се поштују стари обичаји који потичу још из старословенског паганског времена. Од октобра 2010. године, у селу се прослављају "Дани кестена" којим обилује ово подручје.